# Задня вушна артерія
Задня вушна артерія (лат. arteria auricularis posterior) — невелика парна кровоносна судина та одна з кінцевих гілок зовнішньої сонної артерії.

## Топографія
Відходить від зовнішньої сонної артерії, йде вгору над двочеревцевим м'язом та шило-під'язиковим м'язом латерально від шилоподібного відростка скроневої кістки та позаду. Задня вушна артерія нисходить позаду привушної залози та проходить вздовж шилоподібного відростка скроневої кістки, між вушною раковиною та соскоподібним відростком на латеральній поверхні голови.

## Кровопостачання
Задня вушна артерія кровопостачає вушну раковину, шкіру в ділянці соскоподібного відростка, структури скальпа та тімені.